# Pfingstbergtunnel
Der Pfingstbergtunnel ist ein 5360 m langer Eisenbahntunnel der Schnellfahrstrecke Mannheim–Stuttgart  von Streckenkilometer 5,60 bis 11,00. Er unterquert den Stadtteil Pfingstberg, welcher im Mannheimer Stadtbezirk Rheinau liegt, daher der Name.
In der Röhre befinden sich zwei Gleise auf einem Schotter-Oberbau, die planmäßig mit bis zu 250 km/h befahren werden. Er wurde größtenteils in einem Trinkwasserschutzgebiet und zum Lärmschutz der Anwohner gebaut. Der Bau des Tunnels geht auf Forderungen der Stadt Mannheim zurück.

## Verlauf und Lage

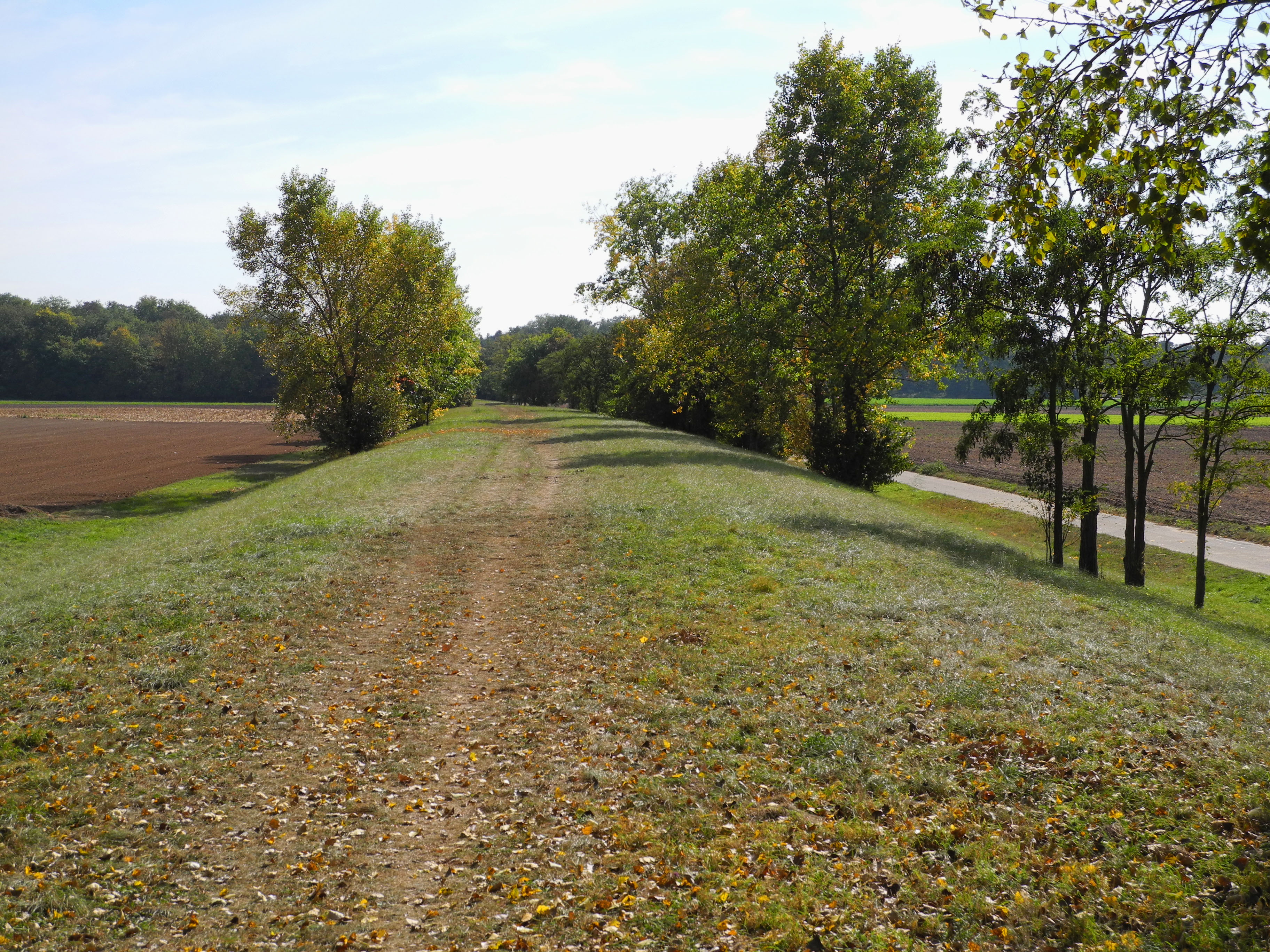
Pfingstbergtunnel, teilweise als Wall in der Landschaft erkennbar

Das Bauwerk verläuft in nordwestlicher Richtung. Das Nordwestportal liegt am südöstlichen Rand des Rangierbahnhofs Mannheim, das Südportal zwischen den Orten Hirschacker und Brühl.
Unterfahren werden unter anderem die Autobahn A 6 bei der Anschlussstelle Mannheim/Schwetzingen und die Rheintalbahn sowie zahlreiche andere Verkehrswege. An einigen Stellen ist der Tunnel als Erhebung im Gelände sichtbar.
Die Tunneltrasse schwenkt Richtung Stuttgart von West-Ost- in Nord-Süd-Richtung um. Nach Passieren dieser Kurve steigt die zulässige Höchstgeschwindigkeit im Tunnel auf 250 km/h. Diese Nord-Süd-Richtung wird für rund 25 km, bis Graben-Neudorf beibehalten. Die zugelassene Höchstgeschwindigkeit im Südabschnitt des Tunnels liegt bei 250 km/h, im nördlichen Bereich (ab Streckenkilometer 7,4) bei 190 km/h.
An das Nordwestportal bei Streckenkilometer 5,552 schließt sich ein Abschnitt in Parallellage zu einem Gewerbegebiet und dem Rangierbahnhof an. Die Gleise liegen dabei in einem auf bis zu 25 m vergrößerten Gleismittenabstand, mit der eine spätere Anbindung der östlichen Riedbahn und des Containerbahnhofs an die Neubaustrecke offengehalten wird. Darauf folgt, kurz vor dem Hauptbahnhof Mannheim, die Containerbahnhofbrücke. Am Nordwestportal wurde eine Überleitstelle angelegt, die vom Stellwerk des Mannheimer Hauptbahnhofs fernbedient wird.
Dem Südostportal bei Streckenkilometer 10,912 ist eine 204 m lange Grundwasserwanne vorgelagert.
Bei der geplanten Neubaustrecke Rhein/Main–Rhein/Neckar, war lange geplant eine Stadtumfahrung Mannheims, im Bereich des Pfingstbergtunnels in die Schnellfahrstrecke einzufädeln. Aufgrund starker Bürgerproteste, ist dies kein Bestandteil der Planungen mehr.
Die Röhre durchfährt quartären Kies und Sande. Insgesamt wurden rund 1.700.000 m³ Material herausgegraben.
Bei den Streckenkilometern 7,207, 8,466 und 9,627 führen Notausstiege aus der Röhre. Das Bauwerk zählt damit, neben dem Tunnel Langes Feld und dem Freudensteintunnel, zu den drei Röhren der Schnellfahrstrecke, die über Fluchtmöglichkeiten abseits der Tunnelportale verfügen. An den drei Notausstiegen sowie an Nord- und Südportal sind zudem Rettungsplätze eingerichtet. Am Hauptbahnhof Mannheim ist ein Rettungszug der Deutschen Bahn für die Schnellfahrstrecke Mannheim–Stuttgart stationiert.

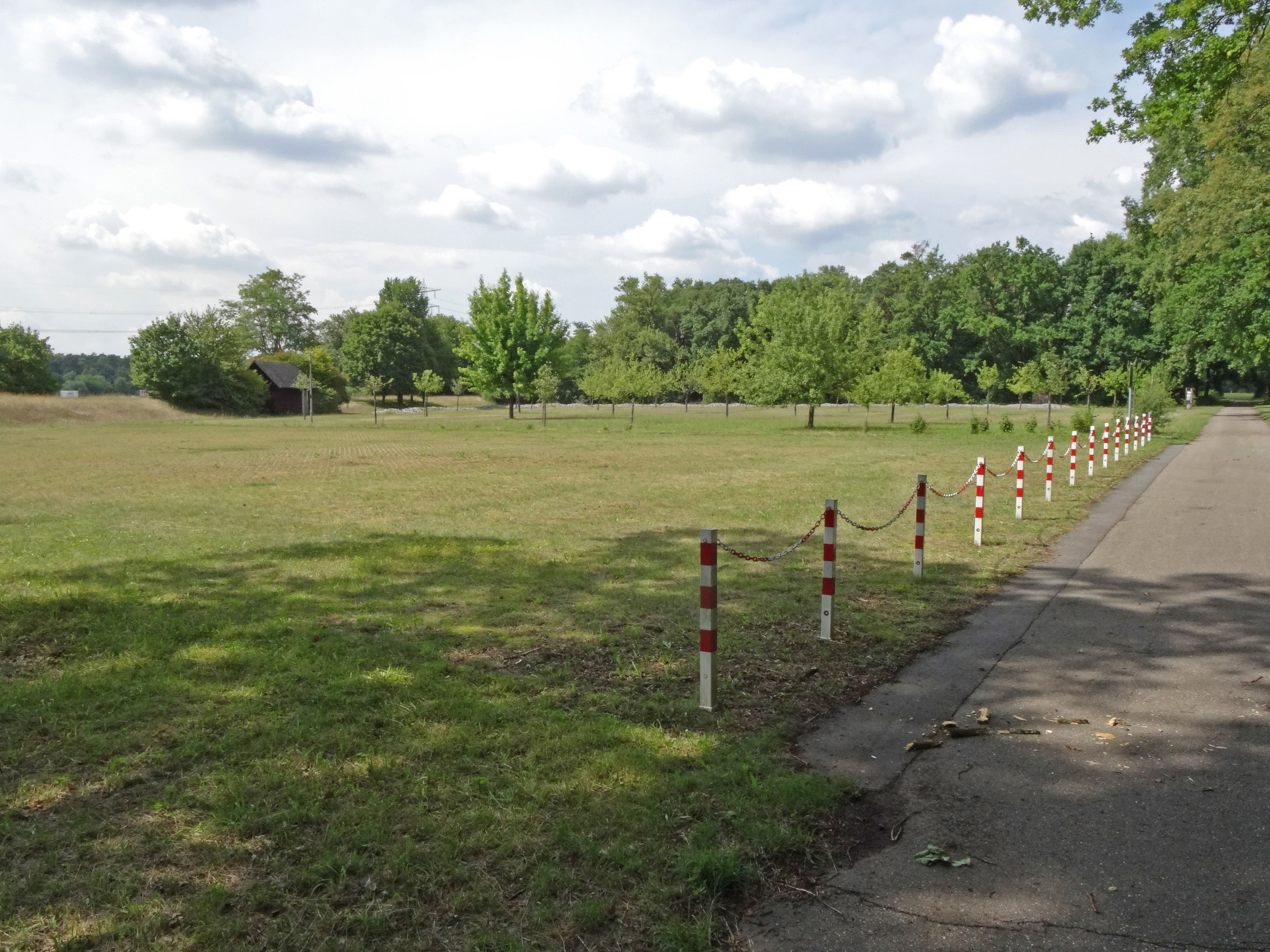
Einer der eingerichteten Rettungsplätze

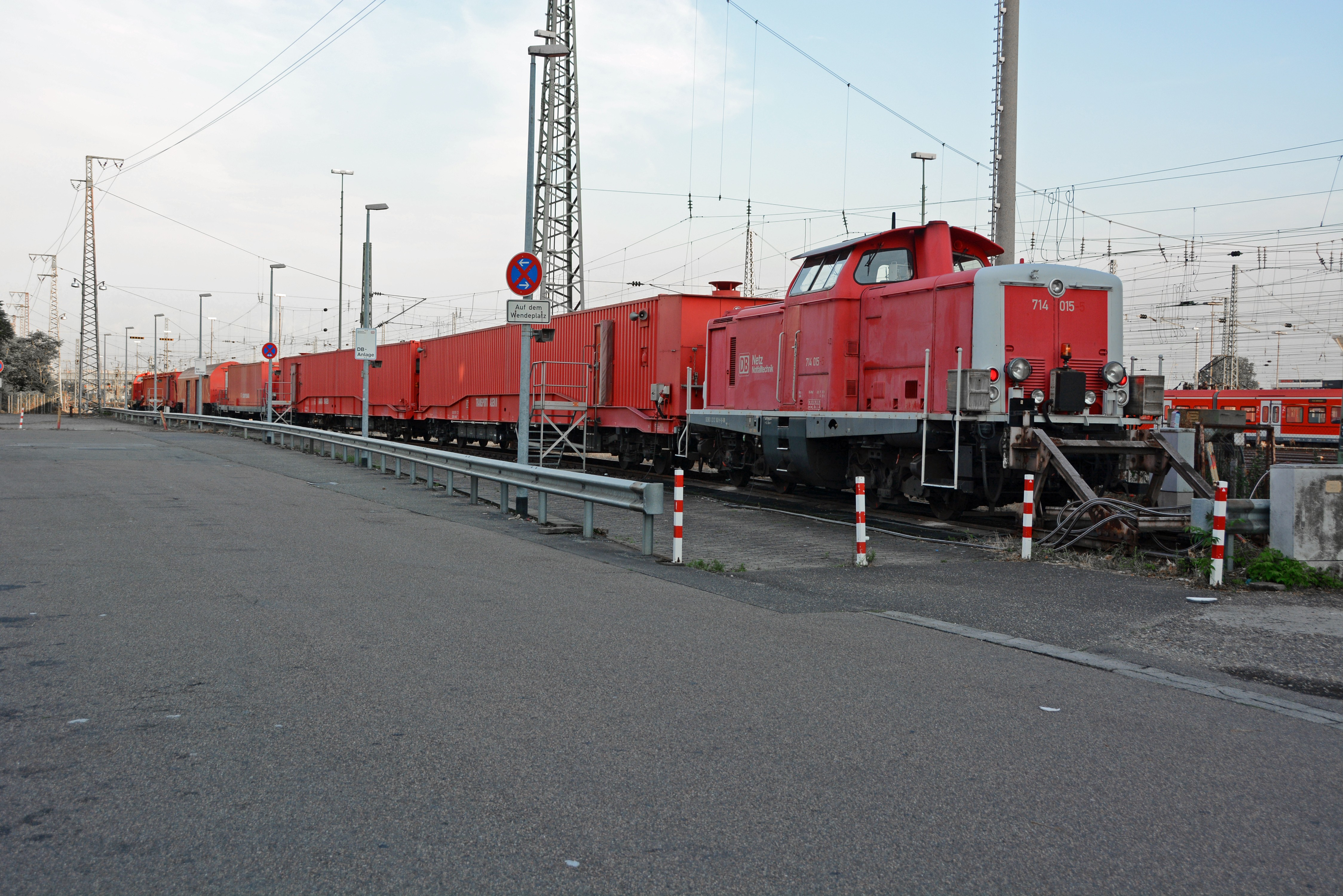
Rettungszug, Hauptbahnhof Mannheim

### Verlauf im Lageplan
Am Nordwestportal verläuft die Trasse kurz in einer Gerade, die in einen Rechtsbogen übergeht. Nach einer weiteren Gerade (bis etwa Streckenkilometer 7,5) folgt ein Linksbogen. Im Bereich des Südostportals verläuft die Trasse wiederum in einer Gerade.
Der minimale Radius des Rechtsbogens im nördlichen Bereich beträgt rund 1540 m.
Der Gleismittenabstand im Tunnel liegt bei 4,70 m.

### Höhenverlauf
Die Gradiente fällt, in Richtung Stuttgart, zunächst (ab km 5,463) mit 11,2 Promille auf einer Länge von 407 m ab. Daran schließt sich ein Gefälle von 5,6 Promille über 430 m an. Es folgt eine Steigung von 4,4 Promille über 700 m. Daran schließt sich eine weitere Steigung von 3,6 Promille über 800 m an. Darauf folgt ein Gefälle von 0,1 Promille über 1750 m. Nach einem Gefälle von 3,3 Promille über 350 m folgt ein erneutes Gefälle von 1,0 Promille über 850 m. Kurz vor dem Südostportal (ab km 10,750) geht dieses Gefälle in eine Steigung von 12,250 Promille auf einer Länge von 381 m über. Die Gradiente (Schienenoberkante) steigt dabei von 94,5 m (Portal) auf 96,9 m (Bauwerksende) an. Darauf folgt ein Gefälle von 1,3 Promille auf einer Länge von 874 m.
An beiden Portal liegt die Schienenoberkante auf einer Höhe von 94 m.

### Querschnitt
Aus dem zu Grunde gelegten erweiterten Lichtraumprofil der Neubaustrecke und dem Gleismittenabstand von 4,70 m ergab sich aus statischen Gründen ein Tunnelprofil in Rechteckform mit abgerundeten oberen Ecken. Bei einer inneren Breite von 12,30 m wird eine Höhe von 7,74 m bzw. 8,24 m in Nachspannbereichen der Fahrleitung erreicht. Sohle, Wände und Decken sind je nach statischen Erfordernissen zwischen 80 und 110 cm stark.
Dabei wurden sieben verschiedene Querschnitte gewählt. Bei einer lichten Weite von 12,30 m variiert die Bauwerksbreite zwischen 13,70 und 14,50 m. Die Stärke der Tunneldecke variiert zwischen 75 und 120 cm, die Stärke der seitlichen Tunnelwände zwischen 70 und 110 cm. 4,70 m längs der Tunnelachse schließen sich beidseitig Randwege von 1,45 m Breite auf Höhe der Schienenoberkante, mit darunter liegenden Kabelkanälen, an. Die Bauwerkshöhe (ab Tunnelsohle) liegt zwischen 9,19 m und 10,39 m. Die Stärke des Sohlplatte beträgt 70 und 115 cm.
Zwischen den Streckenkilometern 10,158 und 10,476 wurde nordöstlich parallel zum Tunnel eine Erschütterungs-Abschirmwand errichtet. Das 312,6 m lange Bauwerk liegt zwischen der Bahnstrecke Mannheim–Schwetzingen und der Autobahn-Anschlussstelle Mannheim Süd, im Bereich der Straße Vogelsand des Ortsteils Hirschacker der Gemeinde Schwetzingen (Erschütterungs-Abschirmwand).

## Geschichte

### Planung
In der Planungsphase war der Nordabschnitt des Tunnels (bis km 9,565) Teil des Planfeststellungsabschnitts 1c (Gemarkung Mannheim). Der Südabschnitt zählte zunächst zu den Planfeststellungsabschnitten 2a und 2b, die den weiteren Streckenbereich bis Kilometer 15,475 umfassten.
Die Trasse sollte im Bereich des heutigen Tunnels in einem Einschnitt verlaufen. Der Tunnel war in der Vortrassierung der Neubaustrecke (Oktober 1973) nicht vorgesehen. Die oberirdische Strecke sollte die Autobahn unterqueren und die anschließend in einem relativen geringen Halbmesser von 2.600 m in südlicher Richtung verlaufen. Mit diesem engen Halbmesser sollte der Dossenwald und der ausgedehnte Fassungsbereich der Wassergewinnungsanlage Mannheim weitgehend geschont und umgangen werden. Nach Querung der geplanten Ortsumgehung Schwetzingen (B 37 Z) und der L 630 sollte die Strecke mit Rücksicht auf den Schwetzinger Schlossgarten weitgehend in einem Einschnitt verlaufen.
Die Errichtung eines Tunnels ging wesentlich auf Lärmschutzforderungen der Stadt Mannheim zurück. Bereits in der frühen Planungsphase hatte sich in Ketsch eine Bürgerinitiative gebildet, die nach Bahnangaben eine Reihe von Verbesserungen gegenüber der ursprünglichen Planung erwirken konnte. Laut einer anderen Quelle habe eine Mannheimer Bürgerinitiative, teilweise in Kooperation mit der Stadt Mannheim, in den Jahren 1974 und 1975 die Untertunnelung des Rheinauer Waldes erreicht. In einer anderen Quelle begründete die Bundesbahn den Tunnel mit einer Reihe von Zwangspunkten und der Durchfahrung eines Trinkwasserschutzgebietes der Stadt Mannheim, während die Erhaltung des Rheinauer Waldes und des Naherholungsgebietes Pfingstberg nur eine willkommene „Nebenwirkung“ gewesen sei. Nach dem Planungsstand von Ende 1974 sollte die Entwurfsgeschwindigkeit im Knotenbereich von Mannheim aufgrund von Bögen auf 170 km/h begrenzt werden.
Am 24. Juni 1973 legte die Deutsche Bundesbahn Grobtrassierungsvarianten vor, die oberirdisch das Erholungsgebiet Rheinauer Wald durchquerten. Die Planfeststellungsverfahren für den Abschnitt 2a wurde daraufhin im April 1975 eingeleitet, das Verfahren im Abschnitt 2b begann im folgenden Monat. Im Juli 1975 wurden die Pläne der Planfeststellungsabschnitt 2a (Schwetzingen/Brühl) und 2b (Ketsch) öffentlich ausgelegt. Der Gemeinderat der Stadt Mannheim stimmte der Neubaustrecke am 2. Dezember 1975 zu, nachdem die Bundesbahn die Forderung zur Untertunnelung des Rheinauer Waldes akzeptiert hatte. Der Erörterungstermin für den Abschnitt 2a fand am 22. Dezember 1976 statt. Im März 1977 einigte sich die Bundesbahn mit den Gemeinden Ketsch, Brühl sowie der Stadt Schwetzingen über die Trassenführung. Am 12. April 1977 erging der Planfeststellungsbeschluss für diesen Abschnitt. Der Erörterungstermin für den Abschnitt 2b (Ketsch), zu dem 350 Einwendungen eingegangen waren, fand am 8. Juni 1977 statt. Die Bundesbahn rechnete dabei damit, den Streckenabschnitt zwischen Mannheim und Hockenheim 1981 in Betrieb nehmen zu können.
Im Abschnitt 1c wurde das Planfeststellungsverfahren am 7. April 1975 eingeleitet. Die dagegen erhobenen 112 Einwendungen wurden im gleichen Jahr erörtert. Nach der Stellungnahme des Regierungspräsidiums vom 19. März 1976 erging der Planfeststellungsbeschluss am 26. März 1976 und erlangte am 26. April 1976 Rechtskraft. In diesem Abschnitt waren keine Klagen erhoben worden.
Nach dem Planungsstand von Ende 1978 sollte der Neubaustrecken-Abschnitt Mannheim–Schwetzingen bis 1980/1981 abgeschlossen werden. Am 15. Dezember 1978 wurde der Planfeststellungsbeschluss für den Abschnitt 2b (Ketsch) erlassen. Dieser erlangte aufgrund einer Klage zunächst keine Rechtskraft. Im Februar 1979 erhoben zwölf Ketscher Bürger Klage gegen diesen Beschluss vor dem Verwaltungsgericht Karlsruhe. Im November und Dezember 1979 versuchte die Bundesbahn, die Kläger mit Zugeständnissen (höhere Lärmschutzwälle, Tieferlegung der Trasse) zur Rücknahme ihrer Klage zu bewegen. Im März und April 1980 folgten weitere Versuche der DB für einen außergerichtlichen Vergleich. Infolge weiterer Rechtsstreitigkeiten wurde dieser Abschnitt letztlich mit dem benachbarten Abschnitt 2b zusammengezogen. Die Bundesbahn zog dazu im September 1980 ihren ursprünglichen Planfeststellungsantrag zurück.
Im Sommer 1978 wurde die geplante Länge des Bauwerks bereits mit 5,4 km angegeben. 1983 war, je nach Quelle, eine Länge von 5.360 m oder von 5.380 m geplant gewesen.
1989 wurden ebenfalls 5.380 m angegeben.

#### Rechtsstreit
Fünf (nach anderer Quelle sechs) Hausbesitzer der Schwetzinger Siedlung Hirschacker reichten am 1. Juni 1977 beim Verwaltungsgericht Klagen gegen den Planfeststellungsbeschluss im Abschnitt 2a ein. Das Gelände der Siedlung liegt eingezwängt zwischen der Autobahn im Westen, der Bestandsstrecke Mannheim–Karlsruhe im Norden und der Bundesstraße 36 im Süden. Die zwischen knapp 30 und 95 m von der geplanten Tunneltrasse (rund 500 m vom Südportal) entfernt lebenden Kläger befürchteten Erschütterungen durch im dichten Takt durch die Röhre fahrende Hochgeschwindigkeitszüge. Sie forderten die Errichtung einer 19 m tiefen, 120 cm starken und 300 m langen Betonwand, um ihre Häuser von den befürchteten Erschütterungen abzuschirmen. Ferner bezweifelten die Kläger die wirtschaftliche Notwendigkeit der Neubaustrecke. Die Kläger waren alle Mitglieder der Aktionsgemeinschaft Schnellbahntrasse.
Die Deutsche Bundesbahn vertrat in einer Veröffentlichung die Ansicht, die Beeinträchtigungen durch die umgebenden Straßen seien beim Bau vieler Häuser der Siedlung bekannt gewesen und die zusätzliche Beeinträchtigung durch die Neubaustrecke minimal. Durch die mit der Klage verbundene aufschiebende Wirkung ergab sich ein Baustopp für diesen Abschnitt der Neubaustrecke. Die Deutsche Bundesbahn beantragte am 29. Juni 1976, die Klage abzuweisen. Am 19. Januar 1978 ergänzte die DB den angefochtenen Planfeststellungsbeschluss um eine zusätzliche Erschütterungsschutzwand.
Am 9. Juni 1978 wies das Verwaltungsgericht Karlsruhe die Klage in allen Punkten ab. Laut der Klagebegründung des Gerichts wäre die Bundesbahn ohne die zuvor aufgenommene Erschütterungsschutzwand in dem Verfahren unterlegen. Die Bundesbahn ordnete daraufhin Sofortvollzug an. Gegen das erstinstanzliche Urteil legten die Kläger wiederum am 1. August 1978 Berufung vor dem Verwaltungsgerichtshof Baden-Württemberg (VGH) ein. Im September 1978 stellte der VGH in einer vorläufigen Entscheidung die aufschiebende Wirkung der Klage dieser Bürger wieder her. Dies führte zu einem weiteren Baustopp im Bereich von Schwetzingen, der am 21. Februar 1979 vom VGH bestätigt wurde.
Einen am 14. September 1979 durch den vorsitzenden Richter angebotenen Vergleich lehnten beide Parteien ab. (Nach Angaben der Deutschen Bundesbahn hätten dagegen die Kläger diesen Vergleich abgelehnt.) Am 19. November 1979 (nach anderer Quelle 16. November) hob der VGH nach zweieinvierteljähriger Prozessdauer in zweiter Instanz den Planfeststellungsbeschluss in diesem Abschnitt aufgrund eines Formfehlers auf, womit die Arbeiten an dem Tunnel unterbrochen werden mussten. Der Bundesbahn wurden die gesamten Verfahrenskosten auferlegt.
Gegen das Urteil von November 1979 legte die DB am 18. Dezember 1979 Revision beim Bundesverwaltungsgericht ein. In einer Presseinformation hatte sie am Vortag angekündigt, ein neues Planfeststellungsverfahren für den Abschnitt Schwetzingen vorzubereiten und drängte auf einer Änderung des Bundesbahngesetzes zur Verfahrensbeschleunigung. Dieses neue, unabhängige Verfahren, leitete sie am 29. August 1980 ein, indem sie die beiden Planfeststellungsabschnitte zu einem zusammenzog. Die Staatsbahn erhoffte sich dadurch, schneller einen neuen Baubeginn erwirken zu können. Am 9. September 1980 hob die Bundesbahn den ursprünglichen Planfeststellungsbeschluss für den Bereich 2b auf, um im Zuge eines neuen Verfahrens auch weitere Änderungen einbringen zu können. Das Gerichtsverfahren wurde von manchen Beobachtern kritisiert, da sich die Neubaustrecke im beklagten Bereich durchgehend in Tunnellage befindet, während die angrenzende Autobahn die Hauptquelle der Emissionen gewesen sei.
Laut Presseberichten vom 11. April 1980 hatte sich im Raum Schwetzingen eine Bürgerinitiative gebildet, die 300 Unterschriften zur Fortsetzung des Planfeststellungsverfahrens gesammelt und an das Regierungspräsidium Stuttgart geschickt hatte.
Das gemeinsame Planfeststellungsverfahren für den Abschnitt 2a/b wurde am 29. August 1980 eingeleitet. Die 231 dagegen erhobenen Einwendungen wurden am 6. Juli 1981 erörtert. Nach der Stellungnahme des Regierungspräsidiums vom 19. April 1982 wurde der Planfeststellungsbeschluss am 28. Mai 1982 erlassen. Dagegen wurden 29 Klagen erhoben. Der Planfeststellungsbeschluss erlangte am 8. Juni 1984 Rechtskraft. Er wurde, neben dem am gleichen Tag rechtskräftig gewordenen Beschluss im Abschnitt 3a (Hockenheim), der letzte in Kraft getretene Beschluss im Nordabschnitt (Mannheim–Graben-Neudorf) der Neubaustrecke.
Der geforderte Erschütterungsschutz der 22 bis 70 Meter vom Tunnelrand entfernt liegenden Häuser wurde errichtet. Die unterirdische Betonwand misst 19 m Tiefe, 1,20 m Stärke und 310 m Länge. Dafür wurden 7.000 m³ Beton aufgewendet.

### Bau

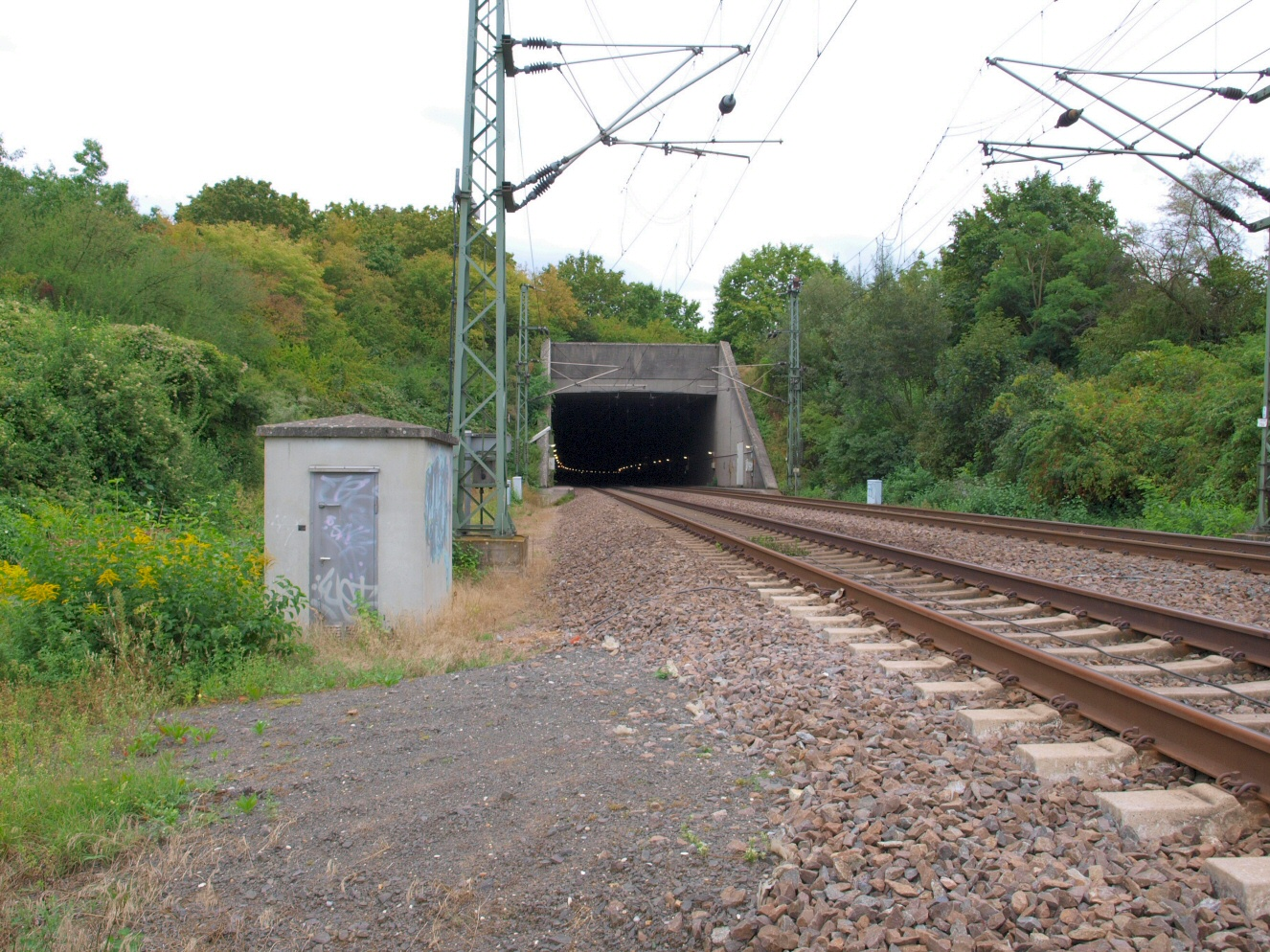
Nordwestportal des Pfingstbergtunnels

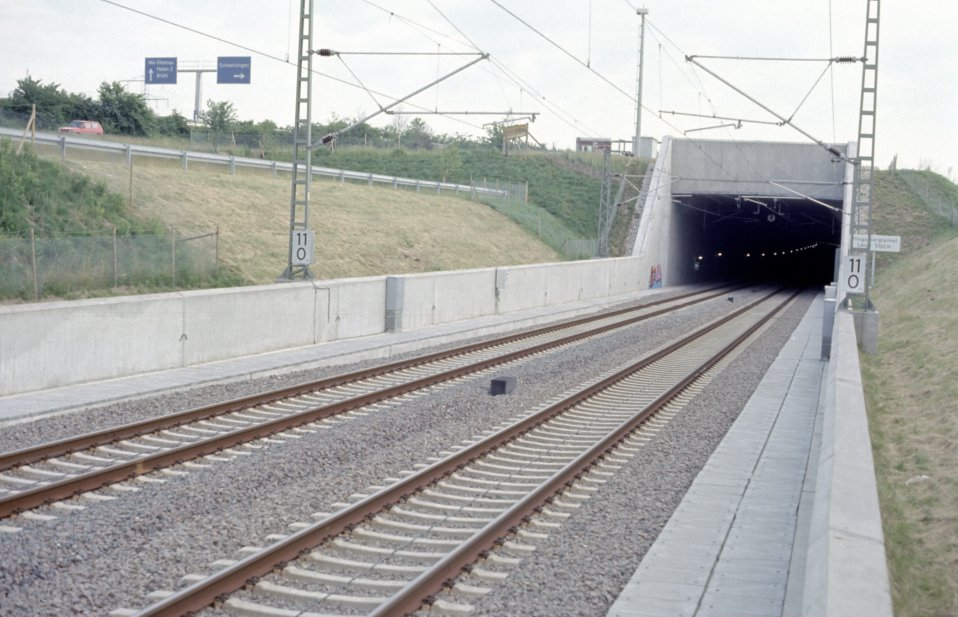
Das Südostportal im Juni 1987

Die Bauarbeiten begannen am 2. November 1976.
Die Röhre ging als erster Tunnel der Strecke in Bau. Ihm folgte später der Tunnel Forst nach. Der auf der Gemarkung Mannheim liegende 4030 m lange Tunnelabschnitt wurde vom Westportal und der Gemarkungsgrenze Mannheim/Schwetzingen vorgetrieben. Ende 1979 waren diese Arbeiten mit Ausnahme von 150 m beendet.
Der Großteil des Tunnels wurde, weitgehend in den Jahren 1976 bis 1980, in offener Bauweise errichtet. Infolge mehrerer Verfahren vor den Verwaltungsgerichten kam es zu einer dreijährigen Bauunterbrechung. Im Januar 1980 wurden die ersten 4.080 Tunnelmeter, die sich auf Mannheimer Gebiet befinden, fertiggestellt. Die Kosten dafür betrugen nach DB-Angaben 101 Millionen DM.
Der übrige Teil, auf dem Gebiet der Gemarkung Schwetzingen, ging gegen Anfang 1983 wieder in Bau und war bis Ende 1983 noch nicht fertiggestellt. Die Bauarbeiten wurden im Oktober 1985 abgeschlossen. Insgesamt wurden 612 Blöcke von je 8,80 m Länge betoniert. Pro Woche entstanden zwei Blöcke mit einer Gesamtlänge von 17,60 m. Am 16. Oktober 1985 wurde der Lückenschluss am Pfingstbergtunnel gefeiert.
Im Zuge des ökologischen Ausgleichs entstanden oberhalb des Tunnels zwei hügelig angelegte Naherholungsgebiete, für die über 80.000 Bäume und Sträucher angelegt wurden.
Die Baukosten beliefen sich auf rund 110 Millionen D-Mark (rund 60 Millionen Euro, Preisstand: etwa 1991).

### Inbetriebnahme
Der Tunnel ging im Frühjahr 1987 als erster langer Tunnel der deutschen Neubaustrecken in Betrieb.

## Technik
Die Fahrleitung weist einen Stützpunktabstand von 44 m auf.
Etwa 70 Meter vor dem Nordwestportal befinden sich GSM-Basisstationen der vier deutschen Netzbetreiber. Diese versorgen nicht nur den unmittelbar nordwestlich anschließenden Gleisbereich, sondern auch, über eine Repeateranlage mit Glasfaseranbindung zu den Remote-Units, den gesamten Pfingstbergtunnel. Besonders interessant ist die letzte Repeateranlage am Südportal des Tunnels, diese wurde nicht, wie sonst üblich, innerhalb des Tunnels angebracht, sondern befindet sich etwa 50 Meter vor dem Tunnelportal.
Die Versorgung des Tunnels mit GSM-R erfolgt über Basisstationen an beiden Tunnelportalen, die Versorgung mit RailNet über eine Einkopplung in den GSM-R-Antennenpfad am Nordwestportal.
Am Nordwestportal befindet sich außerdem eine der letzten noch existierenden C-Netz-Verstärkeranlagen, die, als sie noch in Betrieb war, die Versorgung der C-Netz-Telefonzellen in den ICE 1 im Tunnel sicherstellen sollte.